# Хасселт (Оверэйссел)
Ха́сселт (нидерл. Hasselt, нидерл. н.-сакс. Asselt) — город в 7 км севернее Зволле в нидерландской провинции Оверэйсел. Входит в общину Звартеватерланд. Получил городские права в 1252 году, в 1350 году стал членом Ганзы. С 1550 года в упадке, так как соседние города оказались лучше приспособлены к коммерции и торговле.